# Jorōgumo

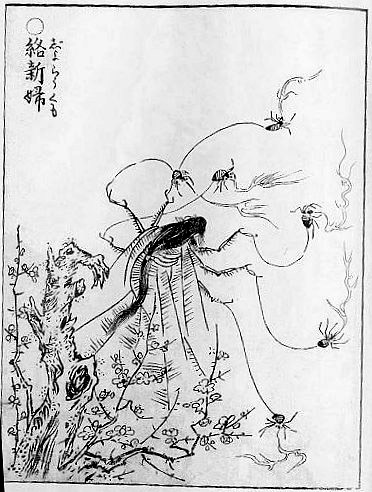
Jorōgumo extrait de Gazu Hyakki Yagyō par Toriyama Sekien.

Jorōgumo est une créature de la mythologie japonaise, plus précisément un yokai.

## Étymologie
Le nom Jorōgumo (絡新婦) signifie littéralement "mariée en liaison" ou "araignée prostituée". Ce nom est également l'un des noms vernaculaires de la Trichonephila clavata ou araignée Joro du Japon, qui est aussi liée à cette légende.

## Description
La Jorōgumo est décrite comme étant moitié femme, moitié araignée. Elle est d'une grande beauté, ce qui lui permet d'attirer ses proies. Elle se nourrit des hommes qu'elle chasse. Sa moitié araignée étant cachée sous son grand kimono, ces derniers ne se doutent de rien.
Elle réside dans les grottes ou les forêts.
La légende veut que lorsqu'une Trichonephila clavata passe l'âge de 400 ans, elle devienne une Jorōgumo.

### La légende de la chute Joren
Un des récits portant sur cette créature est la légende de la chute Joren. Elle raconte l'histoire d'un jeune bûcheron qui tombe amoureux d'une femme aperçue près d'une chute d'eau. Pris dans le piège de l'araignée, il est sauvé par un moine bouddhiste. Cependant son amour reste inchangé. Il part alors prendre conseil auprès d'un Tengu, qui lui conseilla de fuir loin de cette créature dangereuse. Éperdument épris de la Jorōgumo, il n'écouta pas, retourna la voir et ne reparut plus jamais.

## Référence à laJorōgumo
La Jorōgumo est présente dans des ouvrages tels que Gazu Hyakki Yagyo de Toriyama Sekien.
Dans le film Tatouage de Yasuzo Masumura, une geisha se fait tatouer une Jorōgumo sur le dos.
Le personnage de la mère des démons araignées dans le manga Demon Slayer semble être inspiré de la Jorōgumo.
Dans le Manga One Piece, le personnage de Black Maria sous sa forme Hybride ressemble à un Jorōgumo 
Dans le manga Kitaro le repoussant, il y a un personnage de Jorōgumo.
Dans le manga Dororo, les personnages principaux font face brièvement à une Jorōgumo.
Une Jorōgumo est un des boss de niveaux dans le jeu Nioh.
L'épisode 1 de la saison 2 du podcast La librairie Yōkai est consacré à la Jorōgumo.
Dans le film Coraline, la sorcière Beldam possède non-seulement l'apparence d'une Jorōgumo mais utilise aussi sa méthode pour piéger ses victimes.